# إيان بانكييه
إيان بانكييه (بالإنجليزية: Ian Bankier)‏‏ (1952 - ) شخصية أعمال، وقانوني، ورئيس مجلس الإدارة .